# Derbi de Tirana
El término derbi de Tirana se refiere a los partidos de fútbol que se disputan entre dos de los tres clubes de fútbol profesional más importantes y populares de Tirana, Albania: el KF Tirana, el Dinamo o el Partizani. Se refiere específicamente a partidos entre los clubes, pero también se puede utilizar para describir la constante rivalidad general entre los clubes, los jugadores y los aficionados.
Tirana es la única ciudad de Albania que cuenta con tres clubes de fútbol profesional. La otra ciudad albanesa que acoge más de un club de fútbol profesional es Vlora, hogar del Flamurtari y el KF Vlora. Sin embargo, los dos clubes de Vlora apenas juegan entre ellos debido a que el KF Vlora no suele jugar en primera división.

## Derbis
Los siguientes partidos conforman el derbi de Tirana:
- Derbi I de Tirana - entre el KF Tirana y Partizani Tirana
- Derbi II de Tirana - entre el KF Tirana y Dinamo Tirana
- Derbi de la Albania comunista o derbi III de Tirana entre el Dinamo Tirana y Partizani Tirana